# Nel·li Kim
Nel·li Kim (en rus: Нелли Ким) (Shurab, Unió Soviètica 1957) és una gimnasta artística soviètica, ja retirada, guanyadora de sis medalles olímpiques i una de les millors gimnastes de la dècada del 1970.
Fou la primera gimnasta a rebre un 10 en l'exercici de terra i la primera a rebre una puntació de deu en finalitzar els seus dos salts sobre cavall, rivalitzant especialment amb Nadia Comăneci i Liudmila Turíxtxeva.

## Biografia
Va néixer el 29 de juliol de 1957 a la ciutat de Shurab, població situada en aquells moments a la República Socialista Soviètica del Tadjikistan (Unió Soviètica) i que avui dia està situada al Tadjikistan, filla de pare coreà i mare tàtara.
Està casada amb el també gimnasta Vladimir Akhasov. Des de la dècada del 1990 resideix als Estats Units d'Amèrica.

## Carrera esportiva
Va participar, als 18 anys, als Jocs Olímpics d'Estiu de 1976 realitzats a Mont-real (Canadà), on aconseguí guanyar quatre medalles: la medalla d'or en les proves d'equips femenins, exercici de terra i salt sobre cavall, i la medalla de plata en la prova individual, just per darrere Comăneci i davant Turíxtxeva. Així mateix finalitzà sisena en les barres asimètriques, aconseguint així un diploma olímpic.
Als Jocs Olímpics d'Estiu de 1980 realitzats a Moscou (Unió Soviètica) aconseguí revalidar el seu títol olímpic d'equips i d'exercici de terra, aquest últim empatat amb Comăneci. Així mateix finalitzà cinquena en la prova individual i sisena en la prova de barres asimètriques.
Al llarg de la seva carrera activa guanyà onze medalles en el Campionat del Món de gimnàstica artística, entre elles cinc medalles d'or, i nou medalles en el Campionat d'Europa, entre elles dues medalles d'or.
En retirar-se de la competició activa ha exercitat d'entrenadora.